# カントー大学
カントー大学（カントーだいがく、英語名：Can Tho University）は、ベトナム第5の都市カントーにある国立総合大学。南部メコンデルタ地帯のカントー省省都（ホーチミン市から約170キロ西南）に位置する。日本のODAによる研究施設（総合研究実験棟および先端研究棟）を有し、特に農業・水産・環境分野における研究・教育能力の強化を行っている。

## 沿革
- 1966年 カントー大学研究所を設立。
- 1975年 カントー大学として認可。
- 2003年 医学部をカントー医科大学として分離。

その後、学部増設に伴い、現在では理工系・情報系・法政系・教育系を含め、学生数約45,000名の国立総合大学となっている。

## 概要
メコンデルタ地区に位置し、ベトナムの最先端の農業研究所を有する。JICAによる研修生の派遣、さくらサイエンスプログラムによる学生派遣など、長年にわたり日本との交流を行っている。
構成
- 農業・応用生物学部 College of Agriculture and Applied Biology (COA)
- 水産学部 College of Aquaculture and Fisheries
- 工学部 College of Engineering Technology
- 情報・通信技術学部 College of ICT
- 理学部 College of Sciences
- 環境・資源学部 College of Environment and Natural Resources
- 教育学部 School of Education
- 経済・経営管理学部 School of Economics & BA
- 法学部 School of Law
- マルクス-レーニズム・ホーチミン思想学部 School of ML & HCM Ideology
- 予科 School of Pre-University
- バイオテクノロジー・R&D研究所 Biotechnology R&D Institute
- メコンデルタ研究所 Mekong Delta DR Institute

## 日本の学生交流協定校
- 東京大学
- 京都大学
- 大阪大学
- 九州大学
- 北海道大学
- 横浜国立大学
- 大阪公立大学
- 東京農工大学
- 電気通信大学
- 東京海洋大学
- 埼玉大学
- 山形大学
- 金沢大学
- 京都工芸繊維大学
- 長岡技術科学大学
- 三重大学
- 和歌山大学
- 岡山大学
- 鳴門教育大学
- 山口大学
- 佐賀大学
- 長崎大学
- 法政大学
- 日本大学
- 大阪工業大学
- 立命館大学